# Felix Hoffmann (cestista)
Felix Hoffmann (Würzburg, 11 luglio 1989) è un cestista tedesco.